# Crotalaria ochroleuca
Crotalaria ochroleuca is een eenjarige struik tot 1,5 m hoog. De naam crotalaria is afkomstig van de rammelende zaden in de rijpe peulen. In het Oudgrieks is een κρόταλον (krotalon) een ratel. De plant met gele bloemen van ongeveer 1 cm lengte komt voor in de hooglanden van Oost-Afrika. In symbiose met Rhizobium kan vrij in de atmosfeer voorkomend stikstof worden gebonden.
De groeiduur van deze plant is ongeveer zeventig dagen van zaaitijd tot aan afrijpen van de zaden. Dit is afhankelijk van de temperatuur, daglengte en regenval.

## Gebruik
Blad van deze plant wordt in sommige gevallen als groente gegeten. In Oeganda en Tanzania wordt deze plant soms als groenbemester in de maïscultuur gebruikt.